# Рысь (радиолокационная станция)
АРК-1 «Рысь» (индекс ГРАУ — 1РЛ239) — советская РЛС контрбатарейной борьбы, предназначенная для разведки и корректировки стрельбы наземной артиллерии. Разработан в научно-производственном объединении «Стрела» (директор, главный конструктор, научный руководитель — В.И. Симачев) в 1970-х годах.

## История создания
Работы над эскизным проектом разведывательной радиолокационной станции для РСЗО и миномётов были начаты в июне 1969 года. ОКР «Рысь» предусматривала дальность разведки до 10 км, параллельно с ней был начат аванпроект ОКР «Ястреб-2» по РЛС с дальностью разведки до 60 км. Результаты работ должны были определить дальнейшую судьбу этих проектов.
В мае 1970 года в установленные сроки был сдан аванпроект темы «Ястреб-2», а в третьем квартале закончен и сдан эскизный проект по теме «Рысь». После рассмотрения результатов работы, представители Министерства обороны СССР пришли к выводу о том, что необходимо продолжить дальнейшую работу по теме «Рысь» и до окончания этой ОКР работы по теме «Ястреб-2» приостановить. Сроки закрытия этапа разработки конструкторской документации и изготовления опытного образца были определены постановлением от 28 июня 1970 года, крайний срок был установлен как четвёртый квартал 1975 года.
В июне 1975 года Тульский завод «Арсенал» изготовил первый опытный образец. В ноябре 1975 года после предварительной отладки образец был отправлен на предварительные испытания, а в 1976—1977 годах были начаты государственные испытания машины. Во втором квартале 1977 года испытания были завершены, после чего 14 сентября 1977 постановлением Министерства обороны СССР машина была принята на вооружение.

## Серийное производство
Серийно АРК-1 производился на Тульском заводе «Арсенал» с 1981 по 1985 годы, а также на Ижевском электромеханическом заводе «Купол» с 1983 по 1986 годы.

## Описание конструкции
1РЛ239 «Рысь» представляет собой полностью автономный радиолокационный комплекс, оборудованный средствами топопривязки, ориентирования и навигации. Всё оборудование (кроме излучателя, приёмной антенны, излучателя и приёмника доплеровского измерителя скорости) размещено внутри бронированного корпуса многоцелевого тягача МТ-ЛБу. Корпус машины обеспечивает защиту от стрелкового оружия, а также от оружия массового поражения. Питание элементов и приборов РЛС осуществляется через систему отбора мощности двигателя МТ-ЛБу. Работа комплекса заключалась в обработке информации полученных отражёнными радиосигналами от снарядов и ракет. Для облучения снарядов на комплексе за люком механика-водителя находился поворотный радиоволновой излучатель мощностью в 200 кВт, прикрытый куполообразным кожухом из стеклотекстолита. Для приёма отражённых сигналов использовался поворотный радиолокатор линзообразной формы. По отражённым сигналам, описывающим фрагмент траектории, и по заложенными в память характеристикам артиллерийских орудий (как вероятного противника так и собственной артиллерии) и данных топографической привязки, бортовой вычислительный комплекс производил идентификацию снаряда и полный расчёт всей траектории артиллерийского снаряда, неуправляемого реактивного снаряда или оперативно-тактической ракеты с определением позиции орудия/пусковой установки и вероятной точкой падения с точностью в десятки метров.
Экипаж машины состоял из четырёх человек: начальник станции, оператор станции, оператор-связист и механик-водитель. Комплекс создавался во времена, когда отечественная система глобального позиционирования была ещё в стадии разработки. Поэтому топопривязка производилась артиллерийской буссолью ПАБ-2М и оптическим дальномером, перевозившимися в машине. Позиционирование комплекса относительно буссоли производилось съёмным оптическим визиром прикрепляемым на кронштейн по левому борту машины. Данные топопривязки заносились в электронный планшет, являющемся частью бортового вычислительного комплекса, на котором размещалась карта местности. Перед сменой позиции комплекса включался бортовой гирокомпас 1Г25, находившийся в отсеке механика-водителя и доплеровский измеритель скорости, радиоволновой излучатель которого был расположен по правому борту машины и обращён на грунт. Любое перемещение комплекса отображалось на электронном планшете. Перед постановкой на боевое дежурство, в целях предохранения от мощного радиоволнового излучения, экипаж закрывал шторками перископы и закрывал все люки. При постановке комплекса на боевое дежурство (то есть при включении излучателя) предписывалось не находиться другим военнослужащим ближе чем в радиусе 600 метров от РЛС. Связь обеспечивалась двумя радиостанциями Р-123, одна из которых находилась в отсеке станции, а вторая в отсеке механика-водителя.

## Модификации
- 1РЛ239-1 — вариант АРК-1

- АРК-1М (индекс ГРАУ — 1РЛ239-1М)

Одновременно с принятием на вооружение базового варианта, Министерство обороны СССР поручило разработку модернизированного варианта машины. Целью модернизации являлся ввод в состав АРК-1 автоматического командного устройства 1А30 и автономного источника питания.
В 1980 году был закончен выпуск конструкторской документации, а в 1983 году были закончены предварительные и государственные испытания, после чего машина была принята на вооружение. Серийно АРК-1М изготавливался Ижевском электромеханическом заводе «Купол» с 1985 по 1991 годы.

## Боевое применение
В ходе Афганской войны в составе ОКСВА находилось четыре артиллерийских полка, имевших в своём штате Батарею Артиллерийской Разведки, на вооружении которой находилось по одному комплексу «Рысь».
На начальном этапе войны, в ходе крупных армейских операций, были попытки боевого применения АРК-1. Но оказалось, что в условиях пересечённой горной местности АРК-1 неэффективен как для обнаружении артиллерийских позиции противника, так и для корректировки огня собственной артиллерии. Основными причинами отказа от дальнейшего применения АРК-1 в боевых операциях послужили несистематическое применение душманами установок запуска реактивных снарядов (что делало крайне невыгодным постоянные боевые дежурства комплекса), сложность в обеспечении безопасности от радиоволнового излучения для остальных военнослужащих в боевых условиях, ограничение радиогоризонта в горной местности, и сложность корректировки артиллерийского огня в горной местности, когда позиция орудия и цель находятся на разных высотах (часто встречаемая ситуация, требующая наличия корректировщика огня на переднем крае). В данном случае позиция комплекса, которая по высоте также могла не совпадать с целью и позицией орудия, только усложняла корректировку.
```

```

...Состоящая на укомплектовании артиллерийских частей РЛС засечки огневых позиций АРК-1 не нашла широкого применения из-за сложности при эксплуатации и наличия при этом большого количества отказов...— генерал-лейтенант Королев Виктор Сергеевич - "Техническое обеспечение при выводе из Афганистана"

## Операторы
- Молдова — 2 единицы АРК-1, по состоянию на 2012 год[2]
- СССР
- Россия
- Азербайджан
- Украина